# Etc...
Etc… je česká rocková skupina působící takřka celou dobu se zpěvákem Vladimírem Mišíkem.
Vladimír Mišík založil skupinu Etc… v roce 1974. Skupina Etc… přes mnohé personální změny a dvouletý zákaz činnosti v 80. letech nahrává alba a koncertuje dodnes. Výrazným momentem bylo, když si 18. srpna 1990 zahráli jako předskupina The Rolling Stones na pražském Strahově. Do roku 2013 vydal Vladimír Mišík & Etc… 12 řadových alb a několik dalších kompilací.
Členové Etc… také spolupracují například s Bratry Ebeny. V roce 2011 si přizval Etc... ke spolupráci na nahrávání alba Ponorná řeka Vladimír Merta . Kytarista Pavel Skála, basista Jiří Veselý a bubeník Jiří Zelenka také vystupují s Jiřím Schmitzerem.
Vladimír Mišík se v roce 2021 rozhodl ze zdravotních důvodů ukončit veřejné vystupování.
Více než 2 roky po ukončení koncertní činnosti Vladimíra Mišíka, se muzikanti z jeho kapely ETC rozhodli se souhlasem Vladimíra Mišíka pokračovat s Olinem Nejezchlebou za mikrofonem.

## Diskografie
- Stříhali dohola malého chlapečka (1976)
- They Cut Off the Little Boy's Hair (1978; anglická verze alba)
- Etc… 2 (1980)
- Etc… 3 (1987)
- Etc… 4 (1987)
- Jiří Jelínek in memoriam, 1987
- 20 deka duše (1990)
- Jen se směj (1993)
- Město z peřin (1996)
- Nůž na hrdle (1999)
- Umlkly stroje (2004)
- Archa + hosté (2008; vyšlo též jako DVD)
- Déja vu (1976–1987) Box I. (2009; remasterovaná reedice prvních 4 alb)
- Ztracený podzim (2010)
- Déja vu (1989–1996) Box II. (2010; druhý díl úspěšné 4CD kolekce s remasterovaným zvukem)
- Na okraji (1976 – 1978) (2022)

## Aktuální sestava

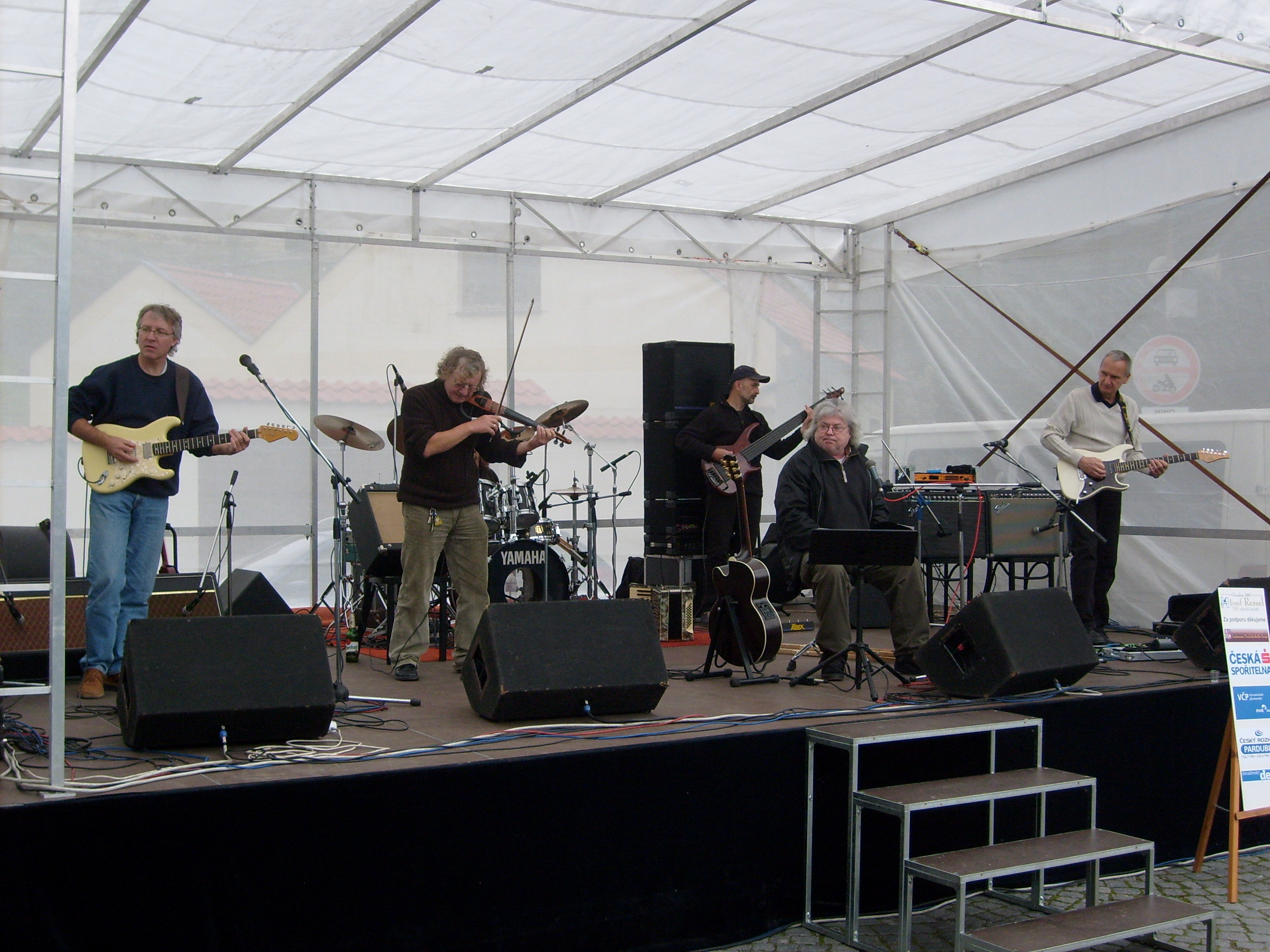
Vladimír Mišík a Etc… (Chrudim, 2007)

- Olin Nejezchleba – zpěv
- Pavel Bohatý – zpěv
- Vladimír Pavlíček – housle
- Pavel Skála – kytara, zpěv
- Jakub Červinka – kytara
- Pavel Novák – basová kytara
- Jiří Zelenka – bicí, zpěv